# 函館山テレビ・FM放送所
函館山テレビ・FM放送所（はこだてやまテレビ・エフエムそうしんじょ）は、北海道函館市の函館山山頂にある渡島総合振興局・檜山振興局管内のテレビジョン放送及びFMラジオ放送の基幹送信所である。

## 概要
- 北海道南部の渡島・檜山管内はもちろん、青森県の津軽海峡沿岸の一部地域（大間町など）をカバーしている。それゆえ、青森県域局であるABA青森朝日放送の難視地域で補完する役割も果たしていた。
- アナログUHF・デジタルテレビでは、いわゆるスピルオーバーを抑えるため、南側（津軽海峡側）への送信出力を抑える指向性が設定されている。
- デジタルテレビでは、青森県においては、上北中継局が受信できる場合は北海道テレビ放送（23ch）、北海道文化放送（25ch）が、上北局のそれぞれNHK青森総合、青森テレビと重複するため、函館局の該当2局の受信は不可能となっている。
- アナログテレビジョン放送では、技術的・コスト的問題から、他の道内基幹局と同様、NHK函館放送局以外では音声多重放送を実施していなかったため、音声はモノラルであった。但し、字幕放送やアナログデータ放送は回線使用料を現状維持できるため利用可能であった。なお、民放各局の音声多重放送はデジタルのみで行い、アナログでは放送終了まで行わなかった。

## 送信設備

### 地上デジタルテレビジョン放送
| ID | 放送局名             | コール サイン /呼出名称 | 物理 チャンネル | 空中線 電力 | ERP    | 放送対象地域          | 放送区域 内世帯数 | 開局日         |
| -- | -------------------- | ----------------------- | --------------- | ----------- | ------ | --------------------- | ----------------- | -------------- |
| 1  | HBC 北海道放送       | HBC 函館DTV             | 17              | 1kW         | 10kW   | 北海道                | 約152,400世帯     | 2007年 10月1日 |
| 2  | NHK 函館教育         | JOVB-DTV                | 14              | 1kW         | 10kW   | 全国                  | 約152,400世帯     | 2007年 10月1日 |
| 3  | NHK 函館総合         | JOVK-DTV                | 18              | 1kW         | 10.5kW | 道南圏 （渡島・檜山） | 約152,400世帯     | 2007年 10月1日 |
| 5  | STV 札幌テレビ放送   | STV 函館DTV             | 15              | 1kW         | 10.5kW | 北海道                | 約152,400世帯     | 2007年 10月1日 |
| 6  | HTB 北海道テレビ放送 | HTB 函館DTV             | 23              | 1kW         | 12kW   | 北海道                | 約152,400世帯     | 2007年 10月1日 |
| 7  | TVh テレビ北海道     | TVh 函館DTV             | 19              | 1kW         | 10.5kW | 北海道                | 約152,400世帯     | 2007年 10月1日 |
| 8  | UHB 北海道文化放送   | UHB 函館DTV             | 25              | 1kW         | 10.5kW | 北海道                | 約152,400世帯     | 2007年 10月1日 |

#### 放送エリア
- 函館市（南茅部、椴法華地区を除く）・北斗市・上磯郡木古内町のほぼ全域、上磯郡知内町・亀田郡七飯町の各一部。

#### 歴史
- 2006年12月15日 - 総務省北海道総合通信局が、開局した札幌を除く道内主要6局の地上デジタルテレビジョン放送局の無線局免許申請書を受理。
- 2007年4月20日 - 予備免許交付。
- 2007年7月30日 - 試験放送開始。
- 2007年9月26日 - 本免許交付。
- 2007年10月1日 - 本放送開始。

### 地上アナログテレビジョン放送
| チャンネル | 放送局名                  | コール サイン/ 呼出名称 | 空中線 電力         | ERP                   | 放送対象地域          | 放送区域 内世帯数 | 開局日          |
| ---------- | ------------------------- | ----------------------- | ------------------- | --------------------- | --------------------- | ----------------- | --------------- |
| 4          | NHK 函館総合              | JOVK-TV                 | 映像1kW/ 音声250W   | 映像5.4kW/ 音声1.35kW | 道南圏 （渡島・檜山） | -                 | 1957年 3月22日  |
| 6          | HBC 北海道放送 函館局     | JOHO-TV                 | 映像1kW/ 音声250W   | 映像5.1kW/ 音声1.3kW  | 北海道                | -                 | 1958年 12月15日 |
| 10         | NHK 函館教育              | JOVB-TV                 | 映像1kW/ 音声250W   | 映像6kW/ 音声1.5kW    | 全国                  | -                 | 1960年 8月1日   |
| 12         | STV 札幌テレビ放送 函館局 | JOMY-TV                 | 映像1kW/ 音声250W   | 映像5.2kW/ 音声1.3kW  | 北海道                | -                 | 1961年 12月22日 |
| 21         | TVh テレビ北海道          | 函館基幹 中継局         | 映像10kW/ 音声2.5kW | 映像100kW /音声25kW   | 北海道                | -                 | 1993年 11月18日 |
| 27         | UHB 北海道文化放送        | 函館基幹 中継局         | 映像10kW/ 音声2.5kW | 映像98kW/ 音声24kW    | 北海道                | -                 | 1972年 4月1日   |
| 35         | HTB 北海道テレビ放送      | 函館基幹 中継局         | 映像10kW/ 音声2.5kW | 映像105kW/ 音声26kW   | 北海道                | -                 | 1969年 12月2日  |

- 2011年7月24日をもって全局廃局となった。
- UHBは札幌親局と同時開局。
- なお、地上デジタル放送では付与されなかったコールサインについては、HBCではラジオ局で同じコールサインを持っているために存続されるが、STVではテレビ「JOMY-TV」とラジオ「JOWN」でコールサインが異なるため、「JOMY（-TV）」は、アナログ放送停波を以って、廃止された。

### FMラジオ放送
| 周波数 （MHz） | 放送局名   | コール サイン /呼出名称 | 空中線 電力 | ERP    | 放送対象地域          | 放送区域 内世帯数 |
| -------------- | ---------- | ----------------------- | ----------- | ------ | --------------------- | ----------------- |
| 79.4           | NORTH WAVE | 函館中継局              | 250W        | 790W   | 北海道                | -                 |
| 80.7           | FMいるか   | JOZZ1AA-FM              | 20W         | 32W    | 函館市                | 約153,000世帯     |
| 87.0           | NHK 函館FM | JOVK-FM                 | 250W        | 1.25kW | 道南圏 （渡島・檜山） | -                 |
| 88.8           | AIR-G'     | 函館中継局              | 250W        | 790W   | 北海道                | -                 |

### マルチメディア放送
| 周波数 （MHz） | 放送局名      | 空中線 電力 | ERP    | 放送区域 | 放送区域 内世帯数 | 運用 開始日    | サービス 終了日 |
| -------------- | ------------- | ----------- | ------ | --- | ----------------- | -------------- | --------------- |
| 214.714286     | Jモバ 函館MMH | 1.25kW      | 14.5kW | 北海道函館市の一部、北斗市の全域、知内町、 木古内町、七飯町、森町の各一部、 青森県大間町の全域、風間浦村、佐井村の各一部 | 約150,000世帯     | 2014年 7月18日 | 2016年 6月30日  |

#### 放送エリア
- 北海道函館市・北斗市、上磯郡知内町・木古内町、亀田郡七飯町・森町、青森県下北郡大間町・風間浦村・佐井村の各一部[9]

#### 歴史
- 2014年4月21日 - 予備免許交付[9]
- 2014年5月13日 - 試験放送開始[12]
- 2014年7月14日 - 免許交付[13]
- 2014年7月18日 - 放送開始[13]

## 送信所置局住所
- 函館市函館山字御殿山1番地

## 送信所設置について
- デジタルテレビ放送送信所については各局とも現在のアナログ送信施設がそのまま使用される。
  - STVについてはデジタル送信所・中継局では道内で唯一、局単独の施設である（STVデジタル単独施設は他に帯広局も存在していたが、こちらは2011年11月7日に開局したTVhが相乗りしたため、現在の単独施設は函館局のみ）。
- HBCとTVhはアナログ・デジタルともに送信局舎・鉄塔を共同使用。
- UHBアナログ・デジタルと民放FM2社（AIR-G'とNORTH WAVE）は送信局舎・鉄塔を共同使用。
- 建物がつながっているHTBとUHBの送信施設には公衆便所が設置されている。

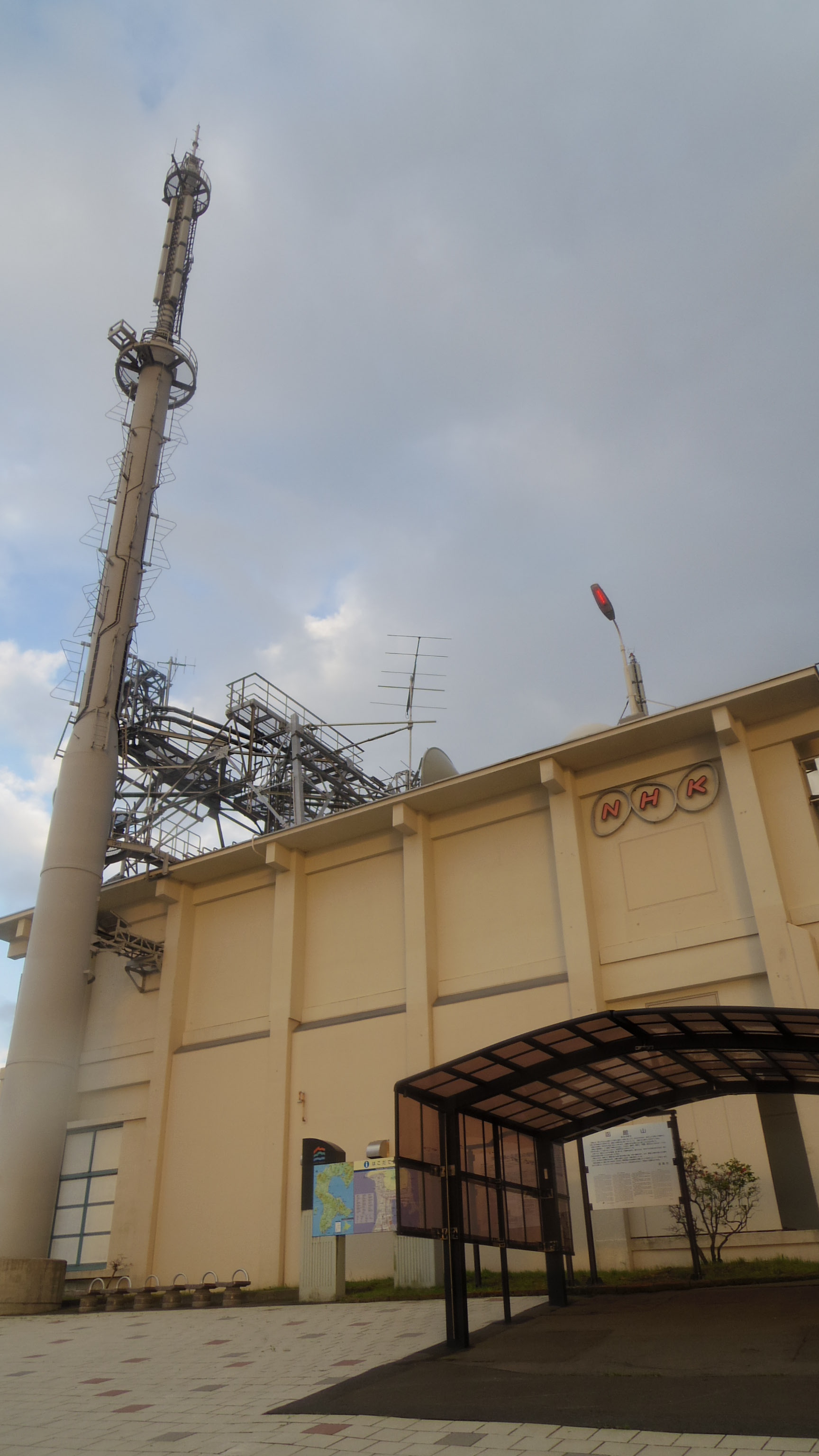
NHK
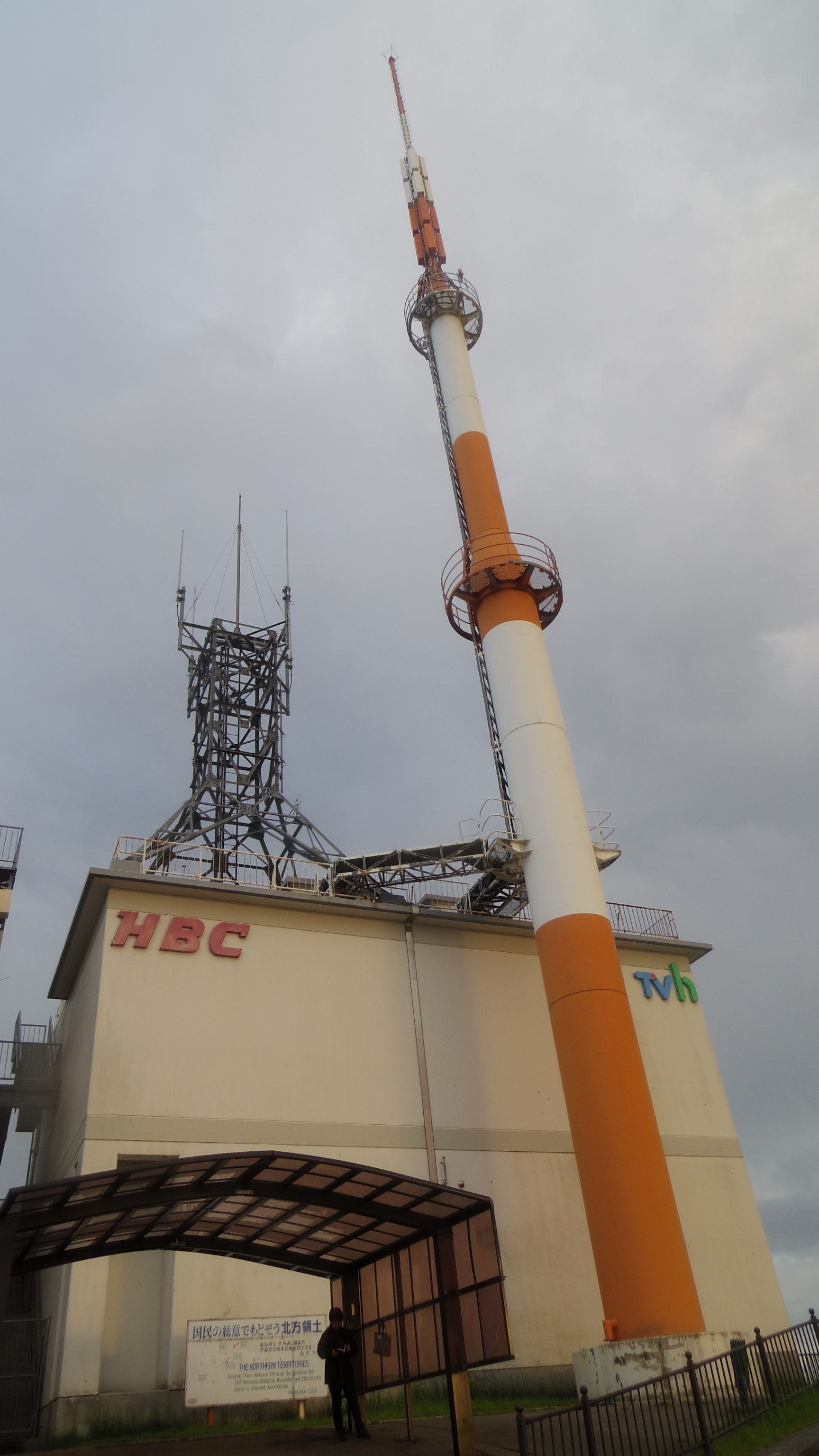
HBC・TVh
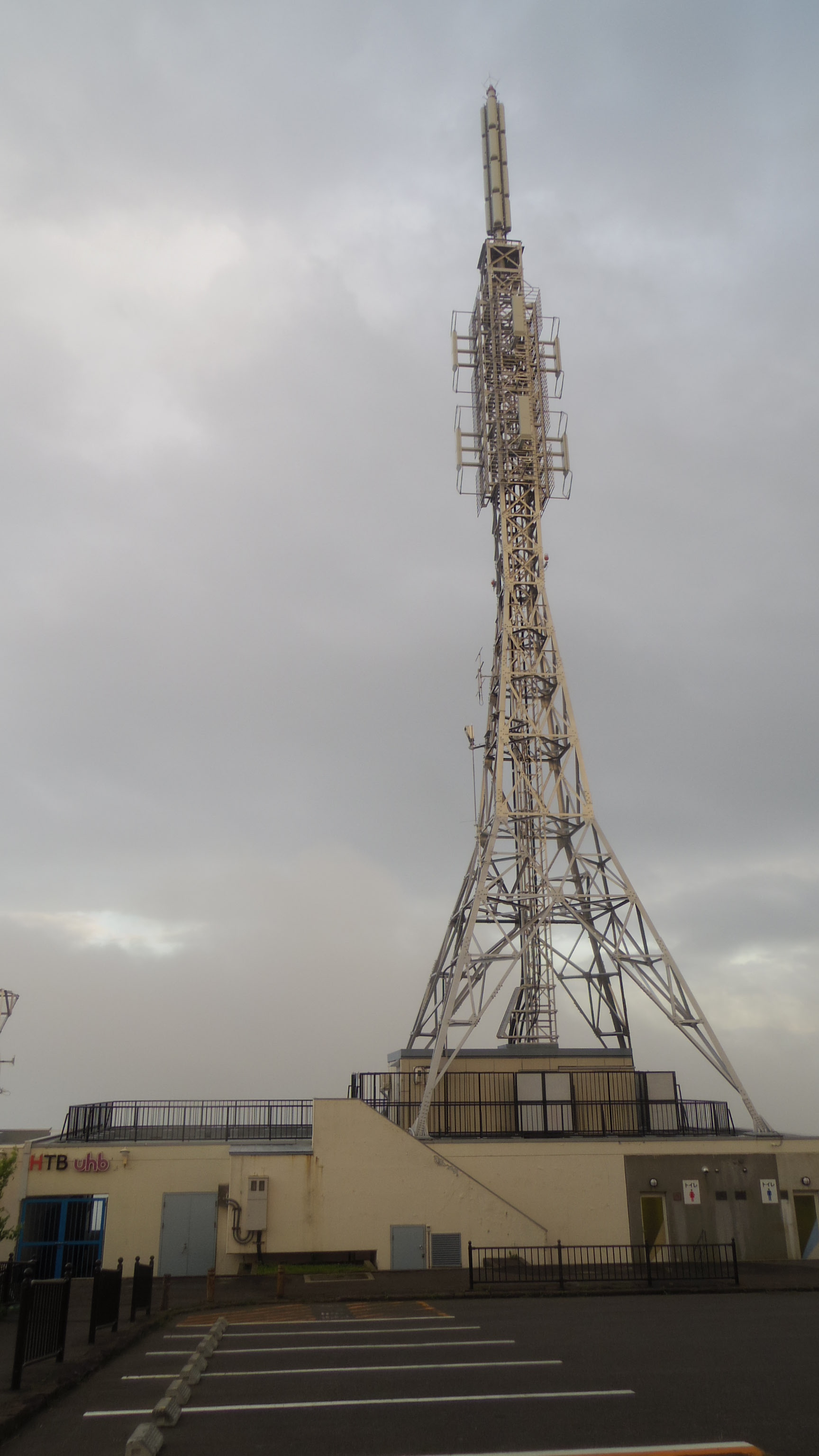
HTB・UHB
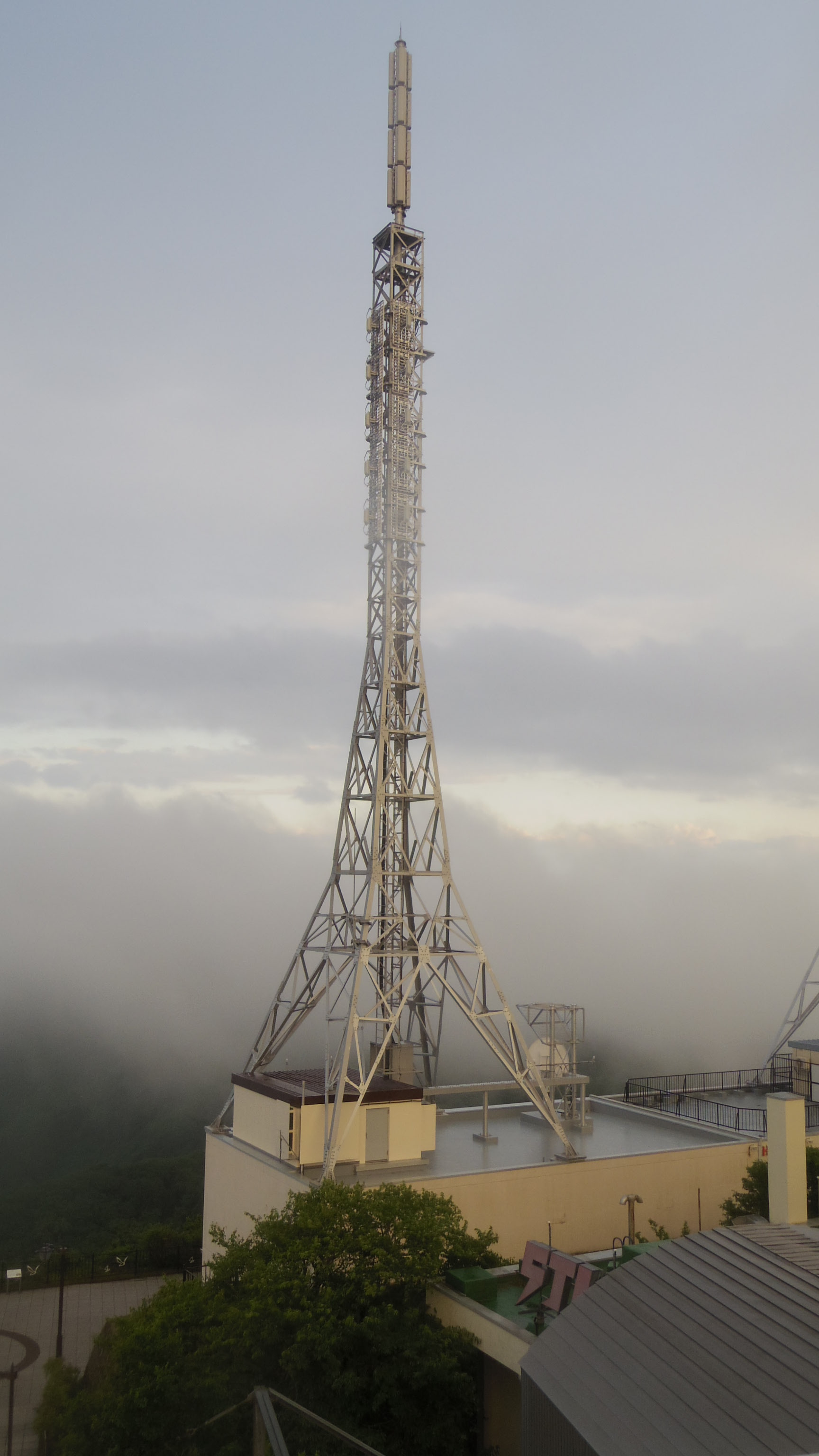
STV

## 地上デジタル放送について
試験電波は道内基幹送信所の中では最も早く、2007年7月30日から発射された。
地上デジタル放送については、札幌放送局を親局とする同一の放送系統の範疇における中継局として扱われる（UHFアナログと民放FM局も同様）ため、民放全社コールサインがつかない。NHK函館放送局のデジタルテレビ放送はコールサインがあるため、函館山送信所は函館放送局の親局となっている。

## アナログテレビの特徴
- HTB・UHBは札幌送信所と同じチャンネル、HBCはキー局であるTBS東京送信所のチャンネルと同じだった。

## 備考
- アナログ民放テレビは全社で音声多重放送非実施。このため、音声はモノラルであった。なお、字幕放送、アナログデータ放送は利用できる（回線使用料を現状維持できるため）。デジタルテレビではアナログと異なり、付随するサービスがすべて利用できる。
- 手稲山（札幌）からの民放各局のテレビ中継回線は、これまでNTT東日本の回線を利用していたが、デジタル化に際し、コスト削減を図るため北海道電力系列の北海道総合通信網に切り替えた。深夜放送から先行実施。一方、NHKは、全国一元運用体制の関係で、道内回線のデジタル化に際しても引き続きNTTの回線を使用している。他の道内基幹中継局でも同様の方法が採られている。
- 北海道のNHKは道内で独自のネットワークを築いており、教育テレビでは個別放送局のコールサイン読み上げは行われず、道内のコールサインを一括して表示している。デジタル放送は、2007年9月までは札幌局が先行していたこともあり札幌で開始・終了時の読み上げが行われていたが、2007年10月に函館局などでも放送が開始された後は、運用コスト削減のため、アナログと同様の方式が採られている。
- FMいるかはコミュニティ放送局であるが、開局当時、空中線電力は100mWだった。その後、3W→10W→20Wに引き上げられている。